# Badische A3
In die Gattung A3 ordnete die Badische Staatseisenbahn zwei Elektrolokomotiven für den Personen- und Eilzugbetrieb auf der Wiesentalbahn und der Wehratalbahn ein. Die Lokomotiven kamen 1920 zur Deutschen Reichsbahn, erhielten 1926 die Betriebsnummern E 61 21 und E 61 22 und wurden als Baureihe E 612 bezeichnet.

## Geschichte
Neben den Lokomotiven der Gattung A2 bestellte die Badische Staatsbahn zwei Lokomotiven, die eine Höchstgeschwindigkeit von 70 km/h erreichen sollten. Die Fertigung erfolgte 1912/1913 in der Maschinenbau-Gesellschaft Karlsruhe. Den elektrischen Teil lieferte Brown, Boveri & Cie. Stationiert wurden die Lokomotiven im Bw Basel. Die Konstruktion der Maschinen konnte jedoch nicht überzeugen. Neben technischen Problemen war auch die Unterhaltung der Fahrmotoren sehr aufwändig.
Am 16. März 1931 wurden die Lokomotiven schließlich ausgemustert.

## Konstruktive Merkmale
Die Hauptrahmenwangen wurden durch den Pufferträger, die Fahrmotorenböcke und Querverbindungen versteift. Der Lokomotivkasten bestand aus einer mit Stahlblech verkleideten Profilstahlkonstruktion. Die Endführerstände waren innen mit Holz ausgekleidet. Zu den Enden war der Lokkasten stark abgeschrägt. Die Dachhaube mit Jalousieöffnungen war abnehmbar.
Die Lokomotive besaß vorn ein Adamsgestell mit Rückstellvorrichtung und hinten einen Nowotny-Laufradsatz ohne Rückstellvorrichtung. Die Kuppelachsen waren fest im Rahmen gelagert, der mittlere Radsatz besaß einen abgeschwächten Spurkranz. Die Federung der Kuppelradsätze erfolgte durch unter den Achsen liegende Blattfedern.
Die zwei fremdbelüfteten zehnpoligen Déri-Motoren mit zwei Kommutatoren wirkten übersetzungslos mittels schräger Treibstangen auf die mittlere Kuppelachse. Die beiden anderen Achsen waren durch Schlitzkuppelstangen verbunden. Damit konnte das Federspiel der Radsätze ausgeglichen werden. Treib- und Kuppelstangen befanden sich in einer Bewegungsebene.
Die druckluftangetriebenen Stromabnehmer hatten einen Bügeltrenner. Die Drosselspule diente als Überspannungsschutz. Der Haupt- und der Heiztransformator waren ölgekühlt. Auf der Sekundärseite verfügte der Haupttransformator über einen Abgang für 1200 V.
Die Regelung der Fahrmotoren erfolgte durch stufenlos pneumatisch verstellbare Bürsten, die an drehbaren Eisenringen befestigt waren.
Ein elektrisch beheizter Dampfkessel mit zwei Wasservorratsbehältern von 0,45 m³ unter dem Bodenblech diente der Zugheizung.